# Sala królestwa
Sala Królestwa Świadków Jehowy – miejsce zebrań i ośrodek życia religijnego członków lokalnego zboru (lub kilku zborów) Świadków Jehowy, obiekt służący biblijnej działalności edukacyjnej prowadzonej przez ten związek wyznaniowy oraz wielbieniu Boga (Jehowy). Świadkowie Jehowy uważają, że „Sale Królestwa mają związek ze świętym imieniem Boga”.
W 2024 roku Świadkowie Jehowy na całym świecie posiadali i użytkowali około 63 tysiące własnych Sal Królestwa (w tym 661 w Polsce).

## Historia

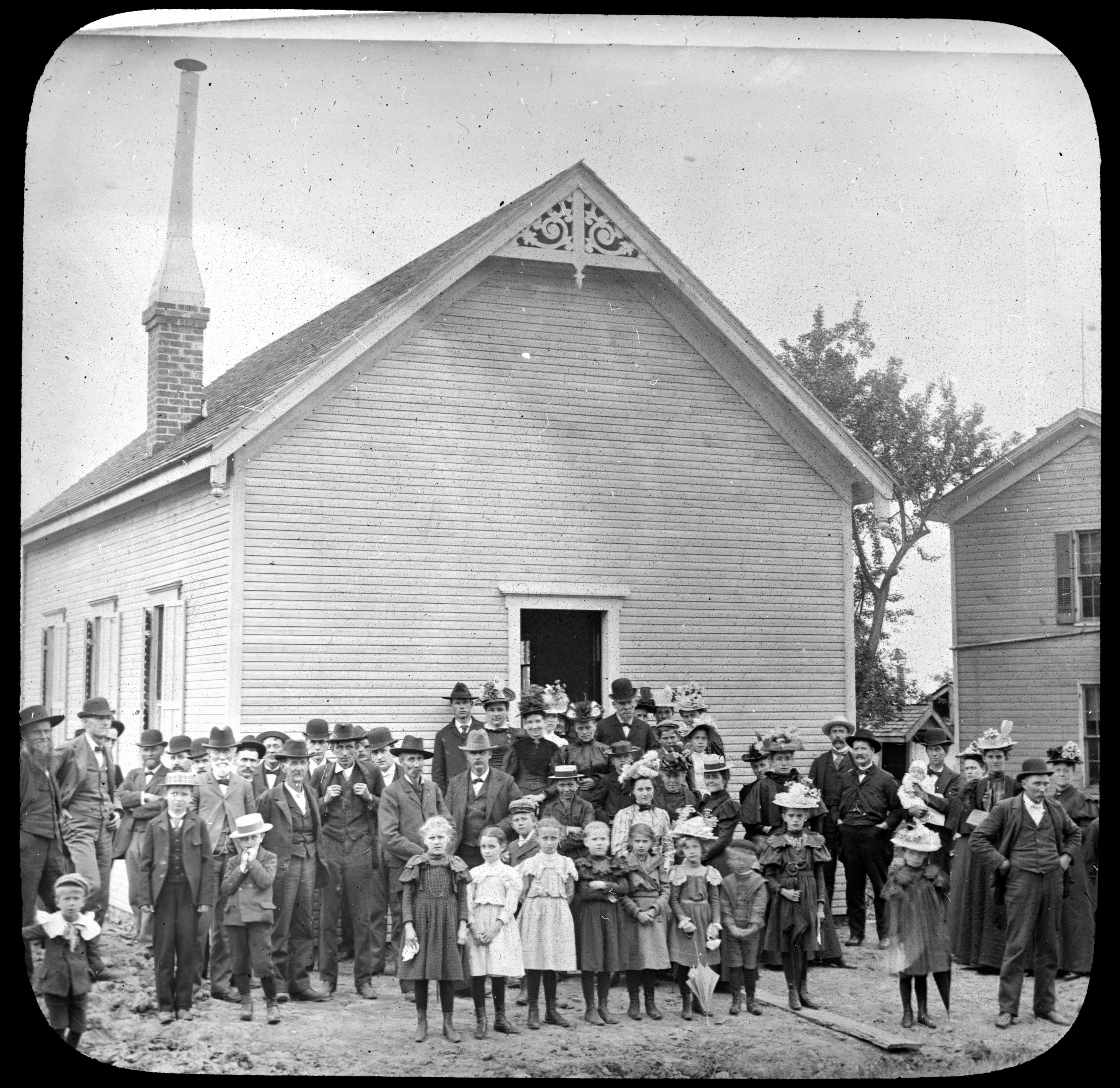
Sala zebrań Badaczy Pisma Świętego nazwana kościołem „Brzasku Tysiąclecia”, Miamisburg, Ohio (początek XX w.)

Pierwotnie Świadkowie Jehowy (do roku 1931 jako Badacze Pisma Świętego) spotykali się w domach prywatnych, pomieszczeniach gospodarczych lub wynajętych salach wykładowych. Z czasem zaczęto budować proste budynki lub adaptować pomieszczenia na sale, które zapewniały stałą możliwość organizowania zebrań zborowych. Jeden z pierwszych specjalnie wybudowanych w tym celu obiektów powstał w Mount Lookout w Wirginii Zachodniej w Stanach Zjednoczonych w roku 1890 i był nazywany kościołem Nowego Światła. Był on używany jeszcze w latach 20. XX wieku. Do lat 30. XX wieku obiekty budowane i remontowane, a potem używane do celów religijnych nie były nazywane. Pierwszy budynek nazwany „Salą Królestwa” powstał w 1935 przy Pensacola Street 1228 w Honolulu na Hawajach. Nazwę zaproponował ówczesny prezes Towarzystwa Strażnica, Joseph F. Rutherford, który nawiązał w ten sposób do „głoszenia dobrej nowiny o Królestwie Bożym” (Mt 24:14). „Na organizowanych tam zebraniach omawia się nauki biblijne, a najważniejszy temat tej księgi to „Królestwo Boże”, o którym uczył Jezus Chrystus. Taka Sala Królestwa to lokalny ośrodek wielbienia Boga oraz krzewienia dobrej nowiny o Królestwie”. Na większą skalę własne sale zaczęto budować dopiero w latach 50. XX wieku.

### Historia Sal Królestwa w Polsce
W Polsce jednym z pierwszych budynków służących jako sala zebrań był dom w Krakowie na Podgórzu przy ul. Kącik, specjalnie zakupiony na ten cel około 1920 roku przez Badacza Pisma Świętego z Mielca o nazwisku Winiarz. W roku 1921 przy ul. Hożej 35 znajdowała się sala zebrań warszawskiego zboru, która po remoncie mogła pomieścić 400 osób. W 1924 roku wyremontowano halę fabryczną w centrum Łodzi, która stała się miejscem zebrań, odbywających się zarówno w języku polskim, jak i niemieckim. W 1925 roku w Warszawie przy ul. Nowy Zjazd 1 sala zebrań znajdowała się przy krajowym biurze Towarzystwa Strażnica. Na początku lat 30 XX w. sala zebrań mieściła się przy ul. Piotrkowskiej 108 w Łodzi, a w Krakowie przy ul. Brackiej 5. Po II wojnie światowej pierwszą Salę Królestwa mogącą pomieścić 60 osób zbudowano w Poznaniu przy ul. Fabrycznej pod koniec 1945 roku. Liczne Sale Królestwa pojawiły się w latach 1946–1949, gdy Świadkowie Jehowy cieszyli się względną swobodą działalności. Były to najczęściej budynki adaptowane na Sale Królestwa. W okresie represji członkowie zborów i sympatycy Świadków Jehowy zbierali się w warunkach konspiracyjnych w mieszkaniach prywatnych. Dopiero w latach osiemdziesiątych ubiegłego stulecia, gdy sprzeciw władz komunistycznych nieco zelżał, zaczęły powstawać pierwsze nieoficjalne Sale Królestwa (do roku 1989 Świadkowie Jehowy, mimo dużej swobody w latach 80. XX wieku, nadal byli organizacją uznawaną przez państwo za nielegalną). Były to najczęściej wyremontowane pomieszczenia, formalnie traktowane jako budynki gospodarcze (na przykład warsztaty lub pomieszczenia gospodarcze) albo po prostu pomieszczenia mieszkalne. Po legalizacji w 1989 roku i dużym wzroście liczby wyznawców na początku lat 90. XX wieku zaczęły powstawać nowe Sale Królestwa, spełniające wymogi budynków użyteczności publicznej oraz wszelkie standardy bezpieczeństwa. Od połowy lat 90. XX wieku we wznoszeniu obiektów zbory były wspierane przez Regionalne Komitety Budowlane. Obecnie nadzorowaniem budowy zajmuje się Lokalny Dział Projektowo-Budowlany, co zwiększa tempo budowy i obniża koszty.
Zdecydowana większość z 1272 zborów Świadków Jehowy w Polsce spotyka się w ponad 660 Salach Królestwa. Na całym świecie około 80% z przeszło 119 tysięcy zborów Świadków Jehowy spotyka się w Salach Królestwa.

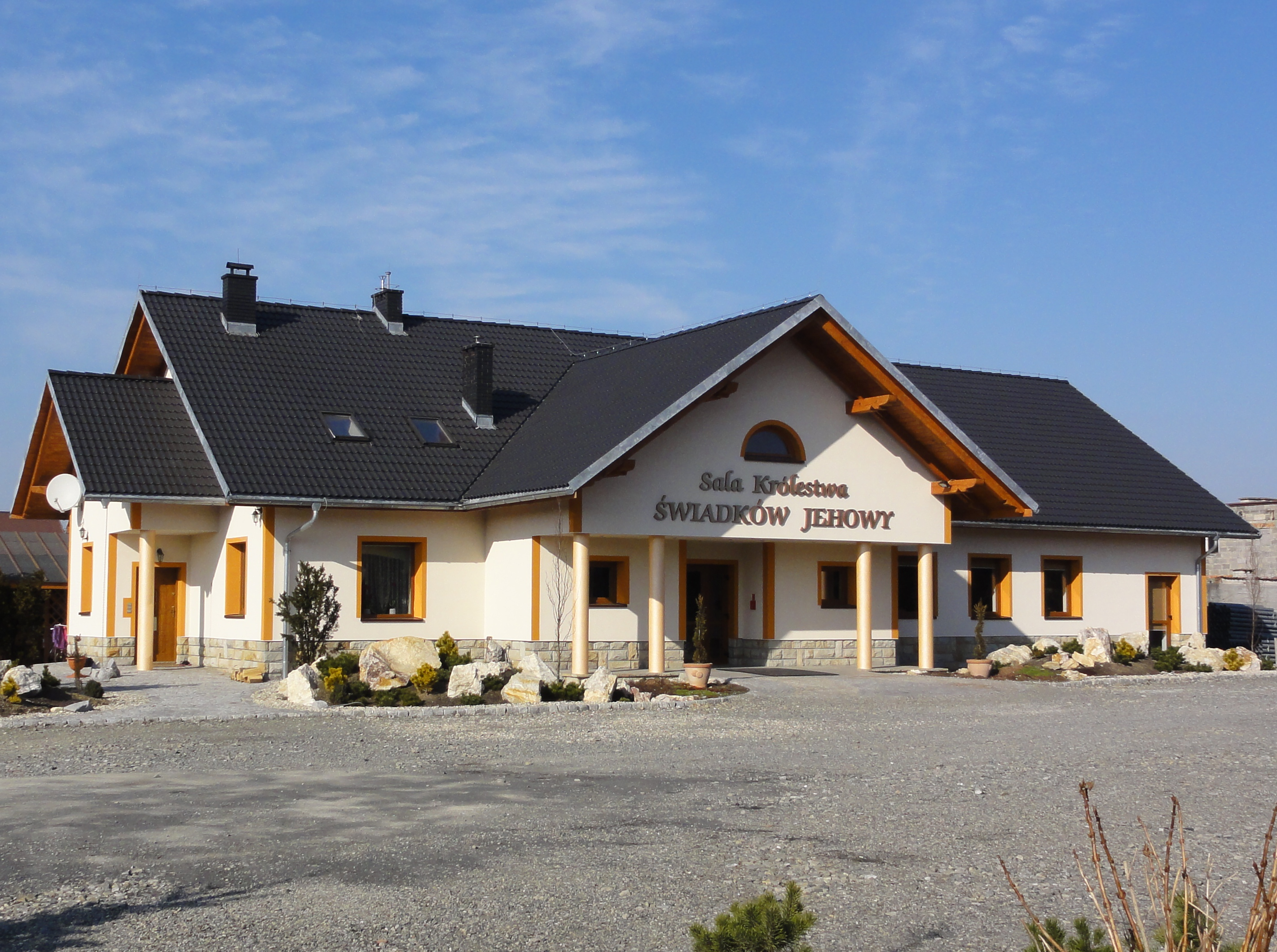
...w Polsce
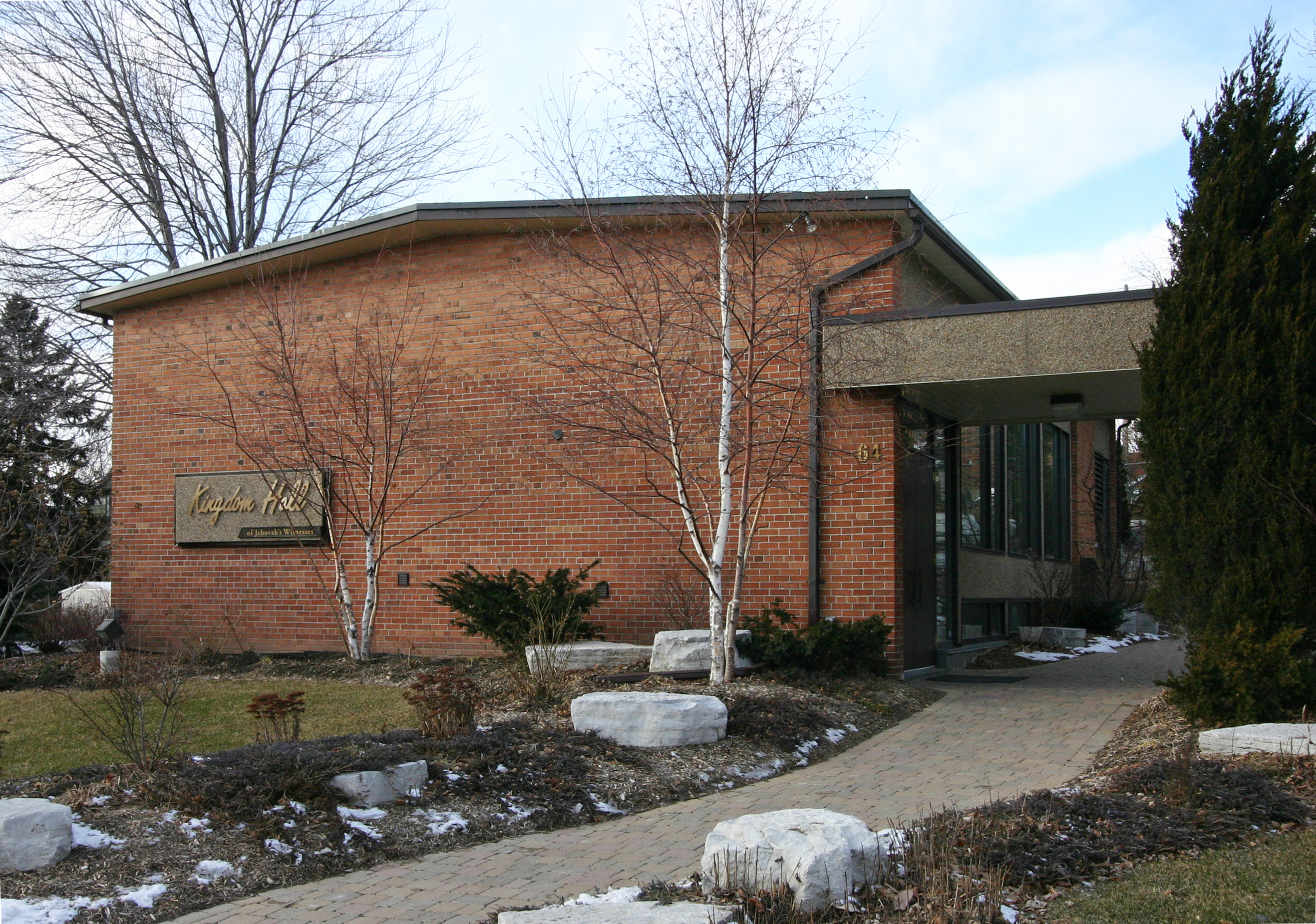
...w Kanadzie
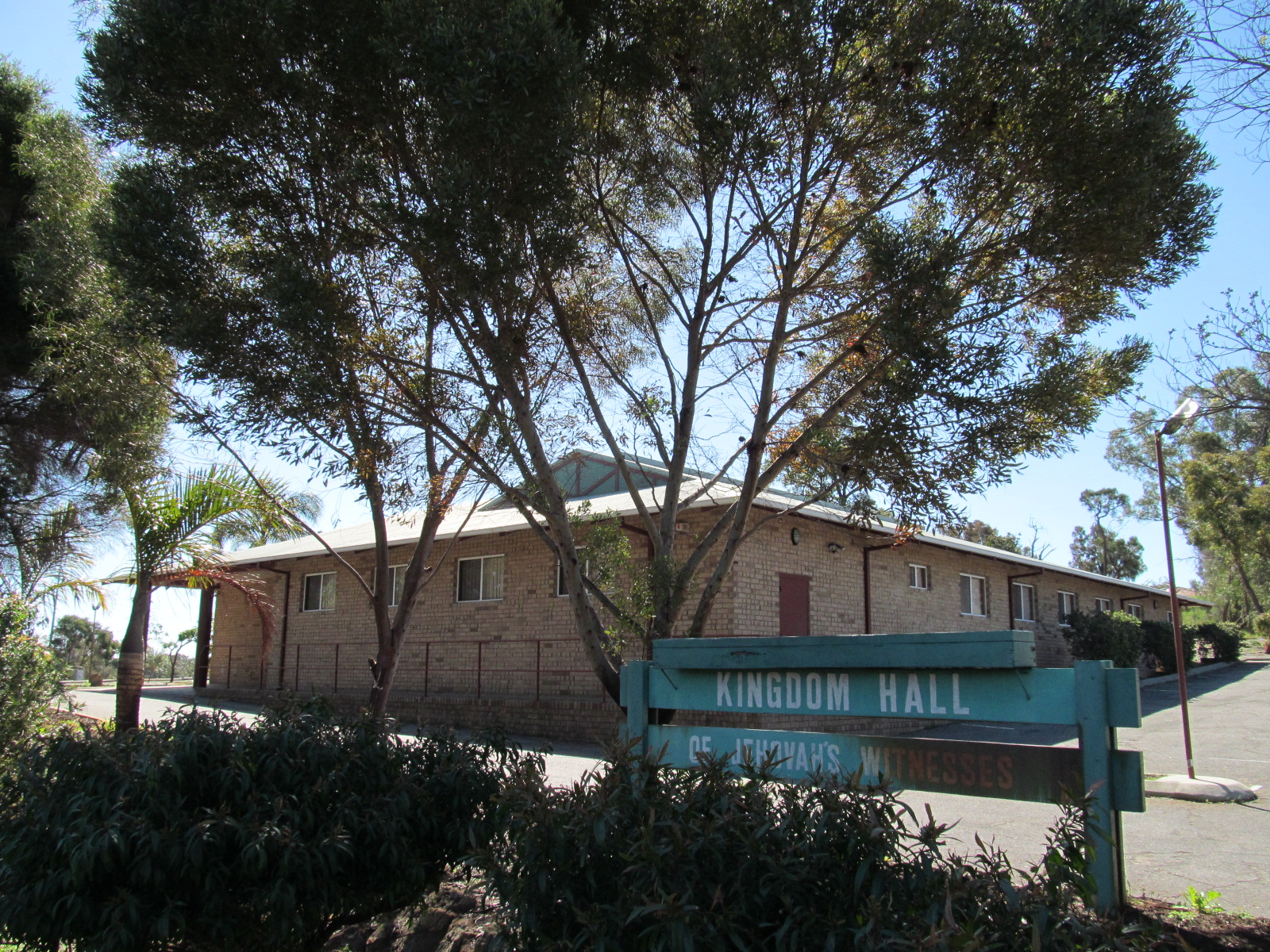
...w Australii
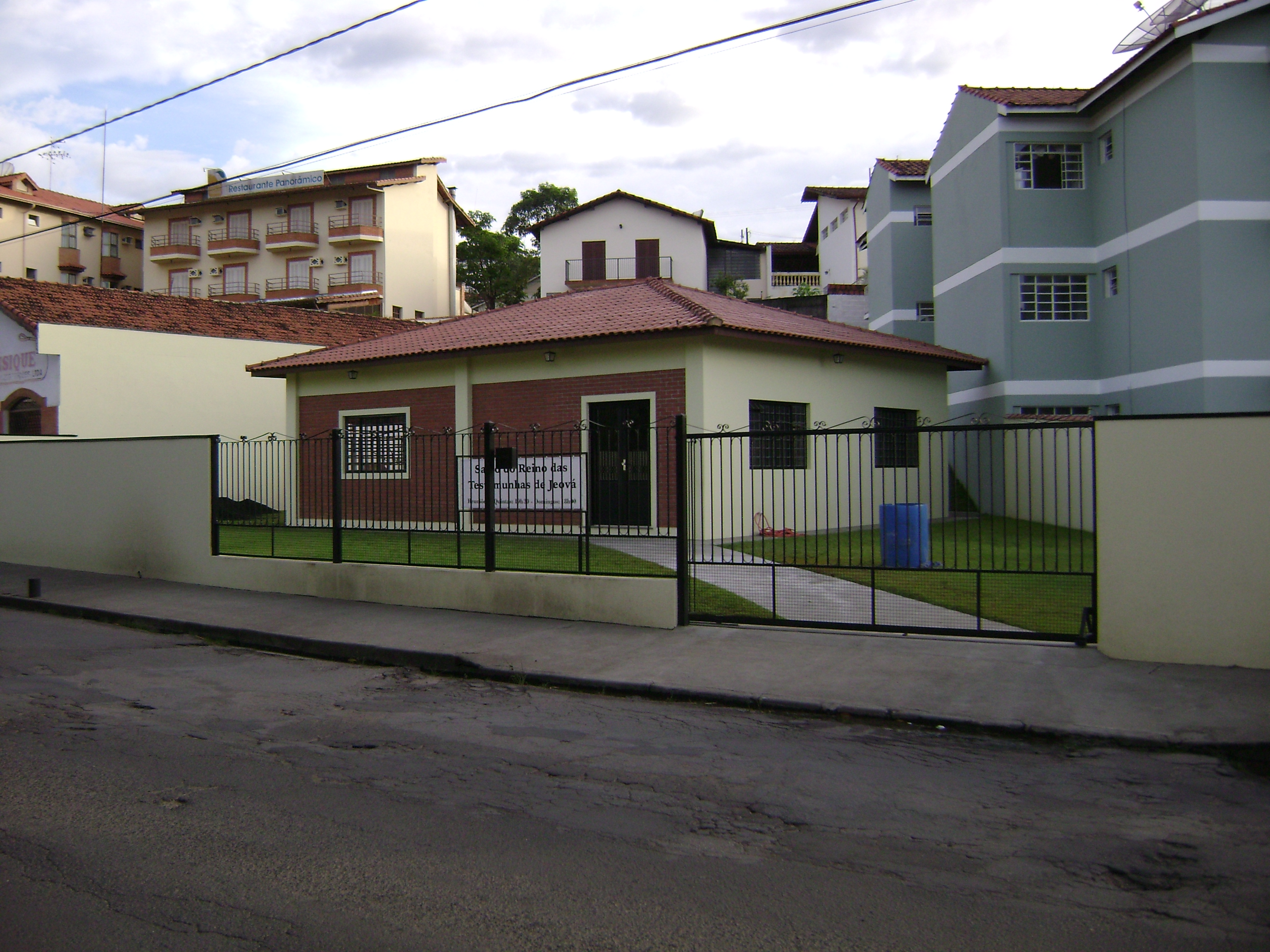
...w Brazylii
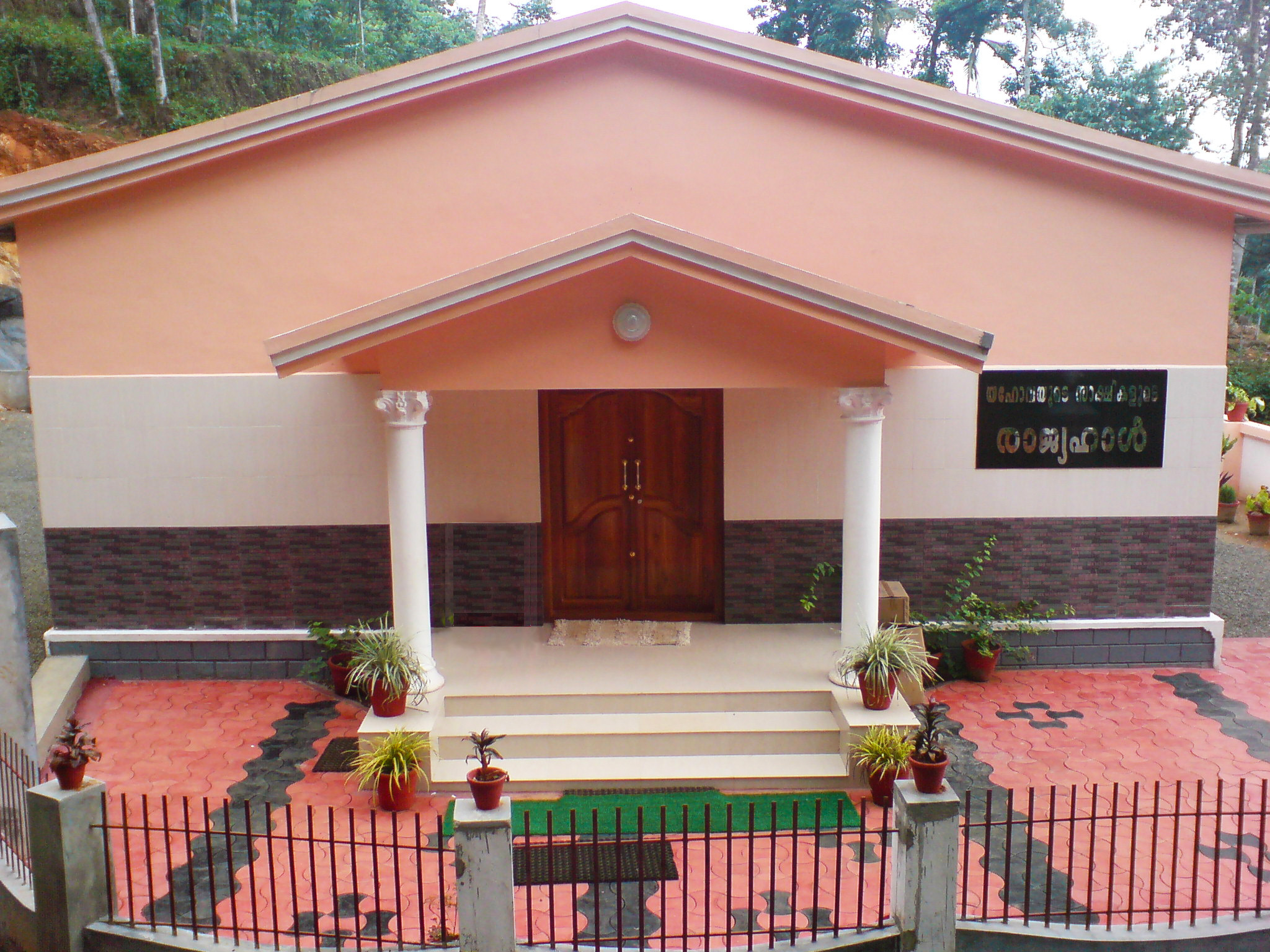
i w Indiach

## Korzystanie z Sal Królestwa
Zbór Świadków Jehowy (liczący 50–300 głosicieli) w Sali Królestwa zazwyczaj spotyka się dwa razy w tygodniu na: zebraniu w weekend i zebraniu w tygodniu. Czasem z jednej Sali Królestwa korzysta kilka zborów, zbierając się w różne dni tygodnia. Na zebraniach zborowych przedstawiany jest program oparty na Piśmie Świętym, a omówiony na podstawie literatury Towarzystwa Strażnica złożony z wykładów, referatów, pokazów, scenek i wywiadów (np. zebranie w tygodniu składające się z trzyczęściowego programu zatytułowanego Chrześcijańskie życie i służba). Część punktów programu omawiana jest z udziałem obecnych, poprzez udzielanie odpowiedzi na zadawane pytania przez zgłaszających się do wypowiedzi na temat przedstawiony w publikacji oraz w Biblii. Co tydzień w ten sposób omawia się również materiał opublikowany w czasopiśmie „Strażnica Zwiastująca Królestwo Jehowy” na studium Strażnicy w czasie zebrania w weekend. Podobnie przeprowadza się niektóre części zebrania w tygodniu, w tym punkt – zborowe studium Biblii, w którym korzysta się z Pisma Świętego i materiału z publikacji wydanej przez Towarzystwo Strażnica. Wszystkie zebrania rozpoczyna się i kończy pieśnią religijną oraz krótką modlitwą do Boga Jehowy. Wstęp na te zebrania (na żywo lub wirtualnie) jest bezpłatny i nie przeprowadza się żadnych zbiórek pieniędzy. Wszystkie zebrania mają charakter otwarty.
Czasem w Sali Królestwa przeprowadza się dodatkowe kursy (np. Kurs Służby Pionierskiej czy Kurs Służby Królestwa), szkolenia i inne spotkania związane z działalnością Świadków Jehowy (np. zbiórki do służby polowej). W ważnych momentach życia członków wspólnoty (ślub, pogrzeb) zbór spotyka się w Sali Królestwa, aby wysłuchać okolicznościowego wykładu biblijnego. Sala Królestwa jest też miejscem składowania literatury biblijnej, tu można też bezpłatnie otrzymać Biblię, czasopisma „Strażnica Zwiastująca Królestwo Jehowy” i „Przebudźcie się!” oraz inne aktualne publikacje biblijne.
W Sali Królestwa nie wolno prowadzić działalności komercyjnej ani wykorzystywać jej do celów prywatnych. Jest to obiekt użyteczności religijnej, służący biblijnej działalności edukacyjnej oraz wielbieniu Boga Jehowy.
W wyjątkowych sytuacjach budynki są wykorzystywane przez Świadków Jehowy również jako obiekty akcji pomocy humanitarnych.

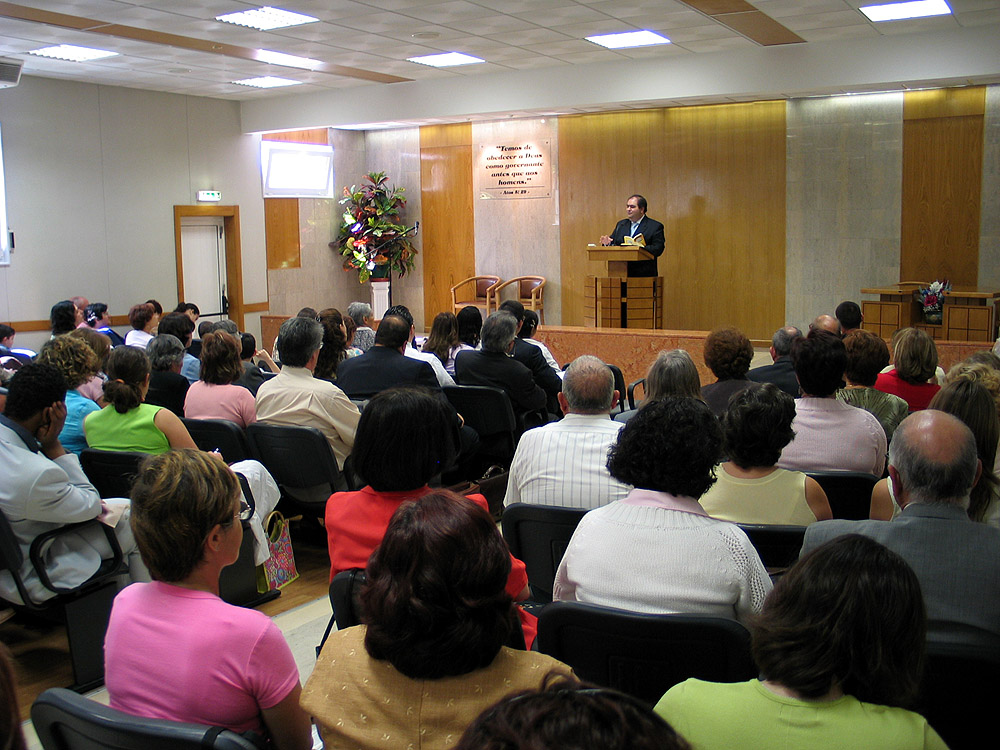
Zebranie Świadków Jehowy w Sali Królestwa w Portugalii
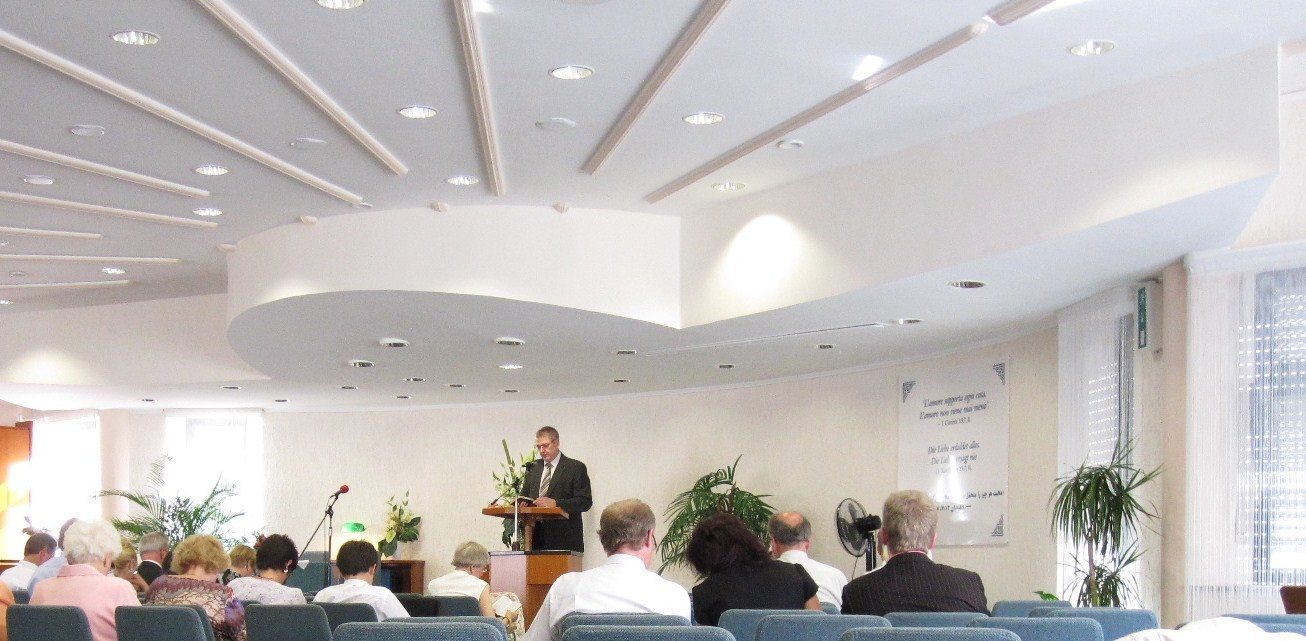
... i w Niemczech

## Wygląd

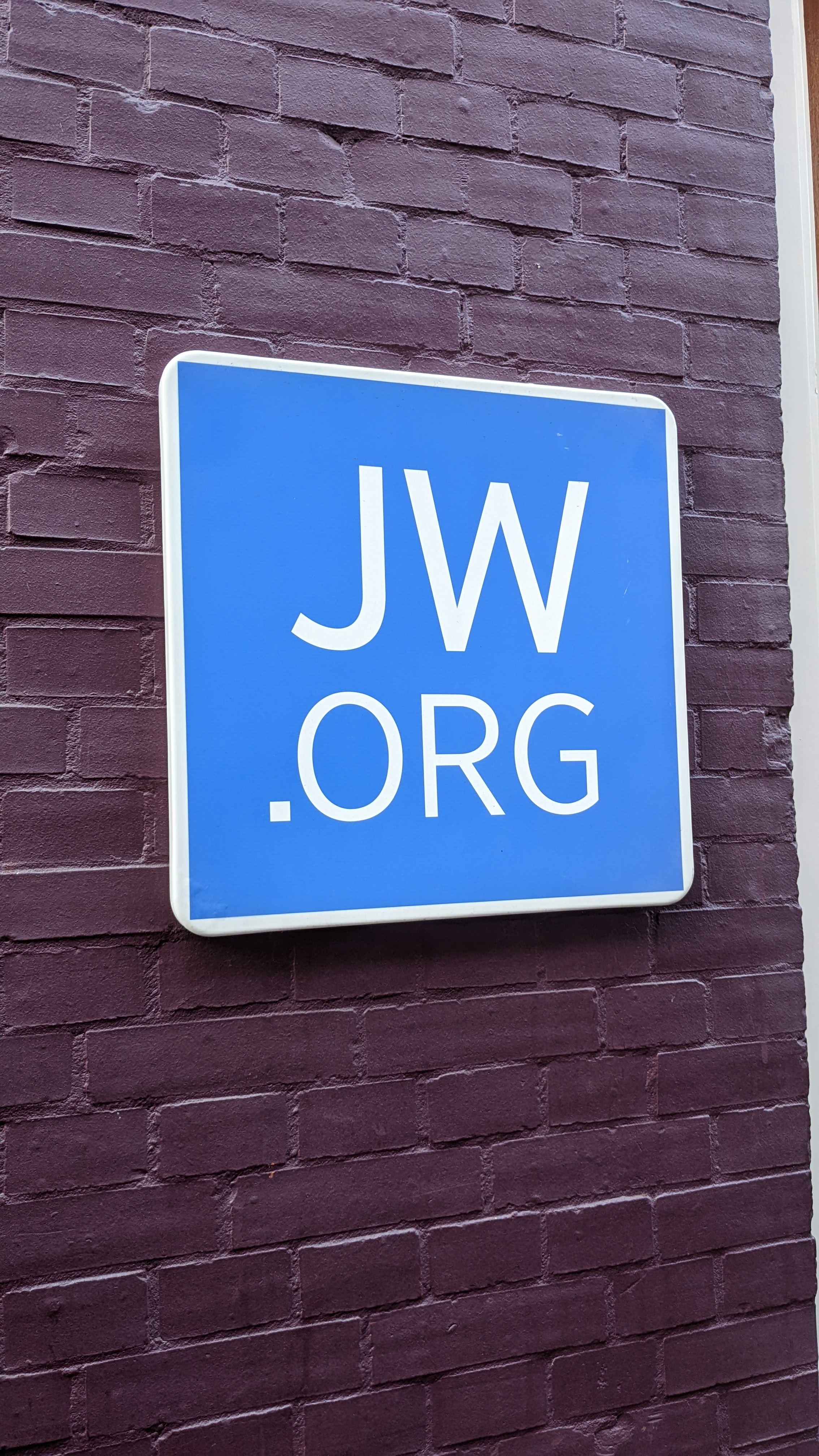
Logo JW.ORG

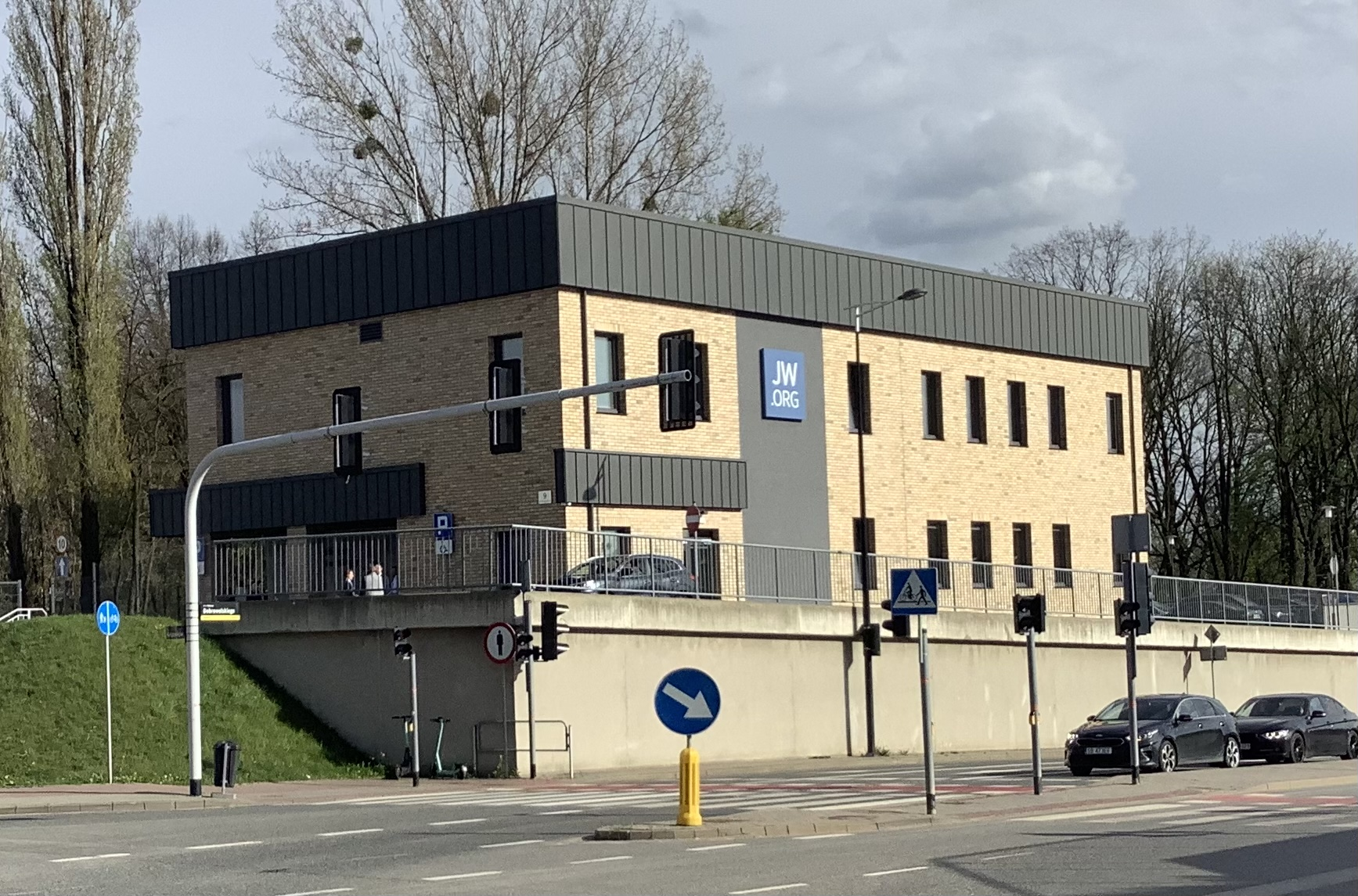
Kompleks dwóch Sal Królestwa (Katowice)

Sale Królestwa są to proste budynki, zbudowane przez Świadków Jehowy ochotników. Ich główną część stanowi multimedialna sala wykładowa (audytorium), gdzie odbywają się zebrania zborowe. Sale nie są świątyniami ani kościołami w takim znaczeniu jak zazwyczaj w innych religiach, nie wyróżniają się spośród miejscowych budynków jakimiś szczególnymi elementami architektonicznymi (wieżą, krzyżem, ołtarzem, witrażami itp.). 
Najczęściej na elewacji (oraz na zewnątrz budynku) znajduje się napis Sala Królestwa Świadków Jehowy. Od 2013 instaluje się także logo „JW.ORG” – reklamujące oficjalną stronę internetową Świadków Jehowy, oraz umieszcza się tabliczkę z porami zebrań (zebranie w tygodniu oraz zebranie w weekend) poszczególnych zborów. Przy obiekcie zwykle znajduje się parking.
Główna sala wykładowa wypełniona jest rzędami krzeseł (od 100 do 300 miejsc siedzących), zwróconymi w kierunku podium, na którym stoi mównica oraz stolik do przedstawiania scenek. Na ścianie za podium najczęściej w czasie zebrania na monitorach lub ekranie wyświetlana jest myśl przewodnia (hasło roczne), tekst zaczerpnięty z Biblii – taki sam ustalany na całym świecie, zmieniany co rok. Na monitorach lub ekranie w czasie zabrania wyświetlane są krótkie filmy, teksty śpiewanych pieśni lub inne ilustracje. W Sali Królestwa (zwykle z tyłu) znajduje się też stolik ze sprzętem audio-video oraz do transmisji programu w formie wideokonferencji, monitory plazmowe (ewentualnie projektor multimedialny), a także tablice ogłoszeń zboru, mapa terenu na którym zbór prowadzi działalność kaznodziejską oraz dwie skrzynki na datki finansowe umieszczone w stałym miejscu. Obok głównej sali wykładowej w obiekcie znajduje się niewielka biblioteka (z publikacjami Świadków Jehowy i różnymi przekładami Biblii), pokój narad, szatnia i toalety. 
Czasem w większych miastach zamiast pojedynczych budynków, buduje się kompleksy złożone z dwóch lub więcej sal wykładowych, z których korzysta kilka lub nawet kilkanaście zborów. W niektórych wypadkach Sale Królestwa organizuje się w wykupionych w tym celu pomieszczeniach w obiektach biurowych.

## Budowa, finansowanie, własność

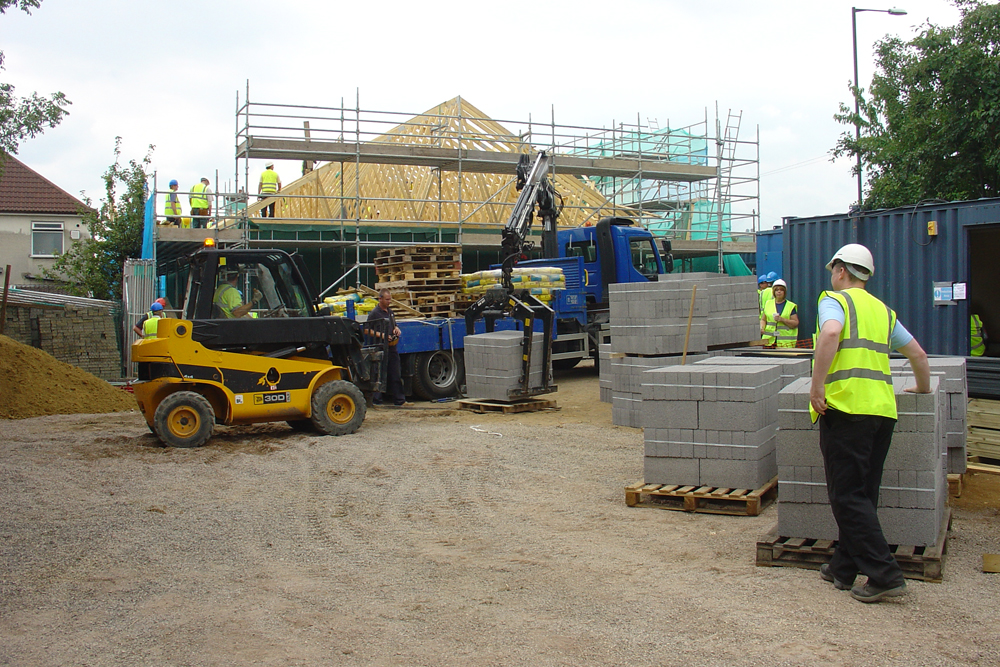
Przykładowa budowa Sali Królestwa przez Świadków Jehowy wolontariuszy w Bristolu…

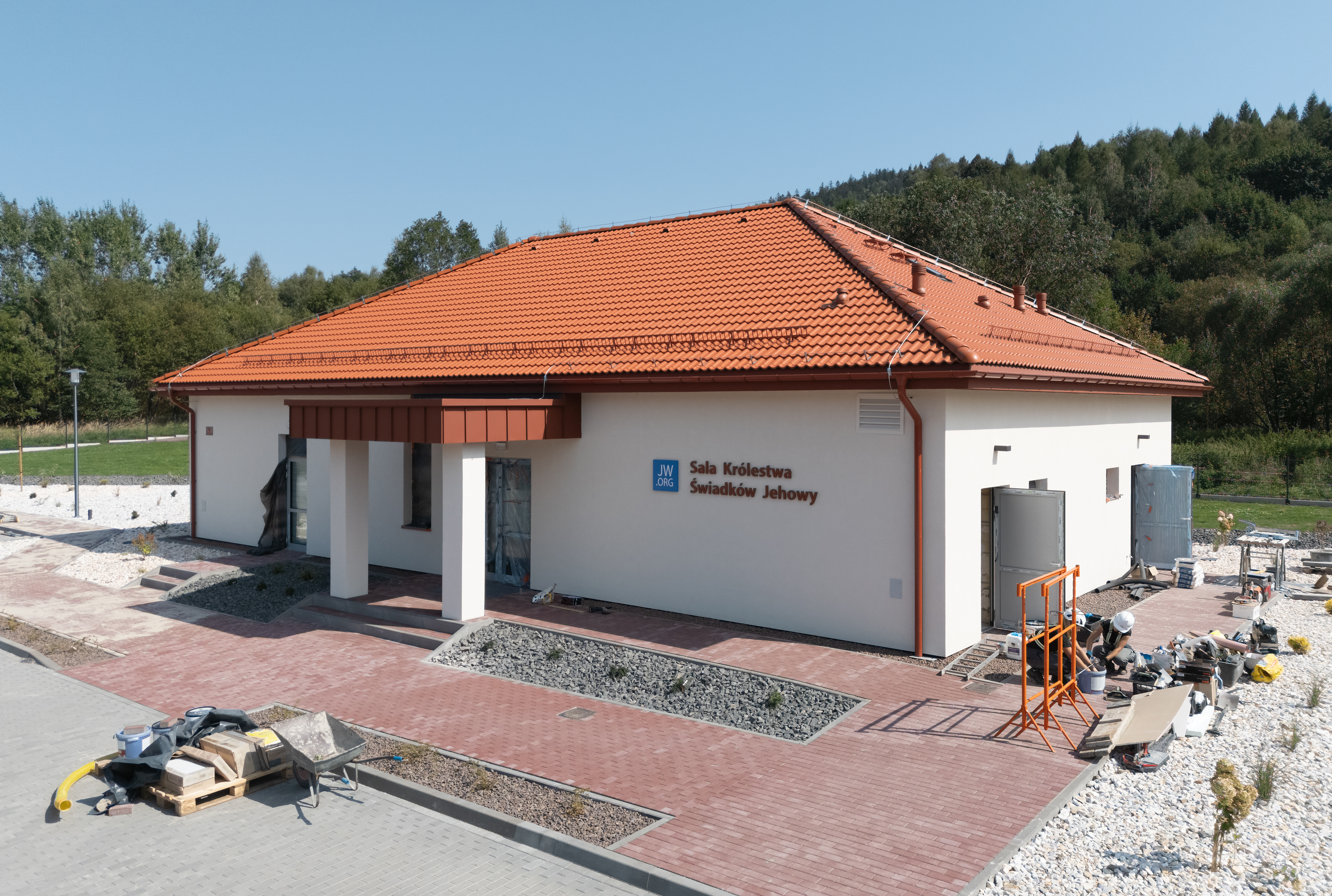
… oraz w Stroniu Śląskim (2024)

Nadzór nad budową Sal Królestwa na całym świecie sprawuje „Ogólnoświatowy Dział Projektowo-Budowlany”, który ma siedzibę w Biurze Głównym Świadków Jehowy. Podlega on pod Komitet Wydawniczy Ciała Kierowniczego Świadków Jehowy. Dział ten koordynuje pracę czterech regionalnych działów projektowo-budowlanych, działających przy Biurach Oddziałów w Australii, Niemczech, Południowej Afryce i Stanach Zjednoczonych. Przy każdym z 85 Biur Oddziałów od 2014 roku działa „Lokalny Dział Projektowo-Budowlany”, który ma za główne zadanie nadzorowanie przedsięwzięć budowlano-remontowych. Do pomocy w tym celu ma zespół pełnoczasowych sług budowlanych oraz współpracujących ochotników (zarówno mężczyzn, jak i kobiet) ze zborów.
Zbór lub kilka zborów Świadków Jehowy korzystających z jednej Sali Królestwa utrzymuje ją we własnym zakresie. W tym celu członkowie zboru składają dobrowolne darowizny finansowe, najczęściej wrzucając pieniądze do skrzynki, oznaczonej napisem „dobrowolne datki na potrzeby zboru”, umieszczonej w stałym miejscu lub mogą złożyć datek drogą elektroniczną. Po zakończeniu zebrania miejscowi Świadkowie Jehowy sprzątają, a w razie potrzeby nieodpłatnie wykonują również inne prace związane z utrzymaniem Sal Królestwa w należytym porządku. Jeśli z Sali Królestwa korzysta jedynie jeden zbór, jeden ze starszych zboru lub sług pomocniczych koordynuje regularne prace konserwacyjne. Jeżeli w Sali Królestwa spotyka się więcej niż jeden zbór, grono starszych zboru powołuje „Komitet Użytkowania Sali Królestwa”, który koordynuje sprawy dotyczące budynków i całej posesji, dba też o dokonywanie napraw. Lokalny Dział Projektowo-Budowlany (LDPB) przydziela instruktorów konserwacji. Każdy z nich ma pod opieką od 6 do 10 Sal Królestwa. Odwiedza je i szkoli głosicieli w wykonywaniu prac konserwacyjnych. Co 3 lata sprawdza on stan budynku pod kątem bezpieczeństwa i potrzeb konserwacyjnych. Jeżeli Sala Królestwa wymaga prac konserwacyjnych, których koszt przekracza dwu- lub trzymiesięczne nakłady na jej utrzymanie, starsi zboru konsultują się z instruktorem konserwacji. Jeśli LDPB zatwierdzi projekt, jest on zazwyczaj finansowany z datków na ogólnoświatową działalność. W roku służbowym 2023 zrealizowano 8793 takie przedsięwzięcia remontowo-konserwacyjne na ogólną sumę 76,6 miliona dolarów.
W celu wspierania budowy nowych obiektów w połowie lat 90. XX wieku powstały „Regionalne Komitety Budowlane” (RKB) oraz „Brygady Budowniczych Sal Królestwa”, które zapewniały zborom wsparcie logistyczne oraz fachową pomoc. „Regionalne Komitety Budowlane” – ponad 400 na świecie (w tym 132 w Stanach Zjednoczonych, w Polsce 10), organizowały specjalistyczne ekipy budowlane, złożone z wolontariuszy, które w weekendy pracowały przy budowie. 
Obecnie budowa typowej Sali Królestwa trwa około ośmiu tygodni, a niektóre powstają metodą szybkościową w ciągu dwóch dni (nie licząc okresu przygotowania inwestycji).
Większość prac wykonują ochotnicy, co znacznie obniża koszty. Przy decyzjach budowlanych bierze się pod uwagę funkcjonalność i trwałość przyszłej Sali Królestwa.
Praca ochotników wykorzystywana jest również w razie wyłonienia się innych potrzeb – głównie w przypadku klęsk żywiołowych i innych zdarzeń losowych. Organizuje się wówczas akcje remontowe Sal Królestwa i domów współwyznawców, które ucierpiały w takich zdarzeniach (np. w Polsce po powodzi w 1997 roku i w 2010 roku, w Dominikanie po huraganie Georges, gdy odbudowano 23 Sale Królestwa oraz ponad 800 domów, w Stanach Zjednoczonych po huraganie Katrina w ciągu 2 lat odbudowano ponad 90 Sal Królestwa i 5500 domów, po trzęsieniu ziemi na Haiti w 2010 roku wybudowano ponad 1700 domów, po tajfunie Haiyan odbudowano lub naprawiono 750 domów na Filipinach, a po przejściu cyklonu Idai w Malawi, Mozambiku i Zimbabwe tylko do grudnia 2019 roku odbudowano lub naprawiono ponad 650 z 1434 uszkodzonych domów, a z 29 uszkodzonych Sal Królestwa 8 zostało odbudowanych, a 10 wyremontowanych.).
W latach 1999–2014 w samych tylko krajach uboższych wybudowano około 30 tysięcy Sal Królestwa, średnio pięć dziennie. Na przykład w Malawi dzięki temu programowi od 1999 do 2015 roku wzniesiono 1100 Sal Królestwa. Na terenie Biura Oddziału Afryka Wschodnia, który obecnie obejmuje Kenię, Sudan Południowy, Sudan i Tanzanię wybudowano prawie 1000 Sal Królestwa. W latach 1999–2015 Świadkowie Jehowy wybudowali ponad 5000 Sal Królestwa w Ameryce Środkowej i Meksyku.
1 września 2014 roku na całym świecie do pełnego zaspokojenia potrzeb zborów Świadków Jehowy brakowało 14 006 Sal Królestwa (w tym w samych tylko Stanach Zjednoczonych około 1600, w Ameryce Centralnej – ponad 700). Towarzystwo Strażnica planuje budowę około 3000 nowych Sal Królestwa rocznie. Wprowadzane są też uproszczenia w planach Sal Królestwa, by przyspieszyć ich budowę i zaoszczędzić środki finansowe. W roku 2015 powstawało dziennie średnio 8 Sal Królestwa. W 2018 roku na całym świecie było budowanych albo remontowanych prawie 2500 Sal Królestwa. W 2022 roku potrzeba było wybudować lub gruntownie wyremontować ponad 15 700 Sal Królestwa. W roku 2023 wykonywano ponad 1600 przedsięwzięć budowlanych.
„Lokalny Dział Projektowo-Budowlany” organizuje współpracujących ochotników (okresowych) oraz ochotników budowlanych działających również w innych krajach (dawniej „Międzynarodowe Brygady Budowlane”). Stali ochotnicy – słudzy budowlani – są szkoleni do wznoszenia Sal Królestwa i pomagają przy ich budowie, a słudzy budowlani na obczyźnie, wyjeżdżają na budowy do innych krajów, by pomagać głównie przy budowie Biur Oddziałów, Sal zgromadzeń, Sal Królestwa i placówek dla tłumaczy publikacji Świadków Jehowy (do 2017 Towarzystwo Strażnica planowało wybudować 170 nowych Biur Tłumaczeń).

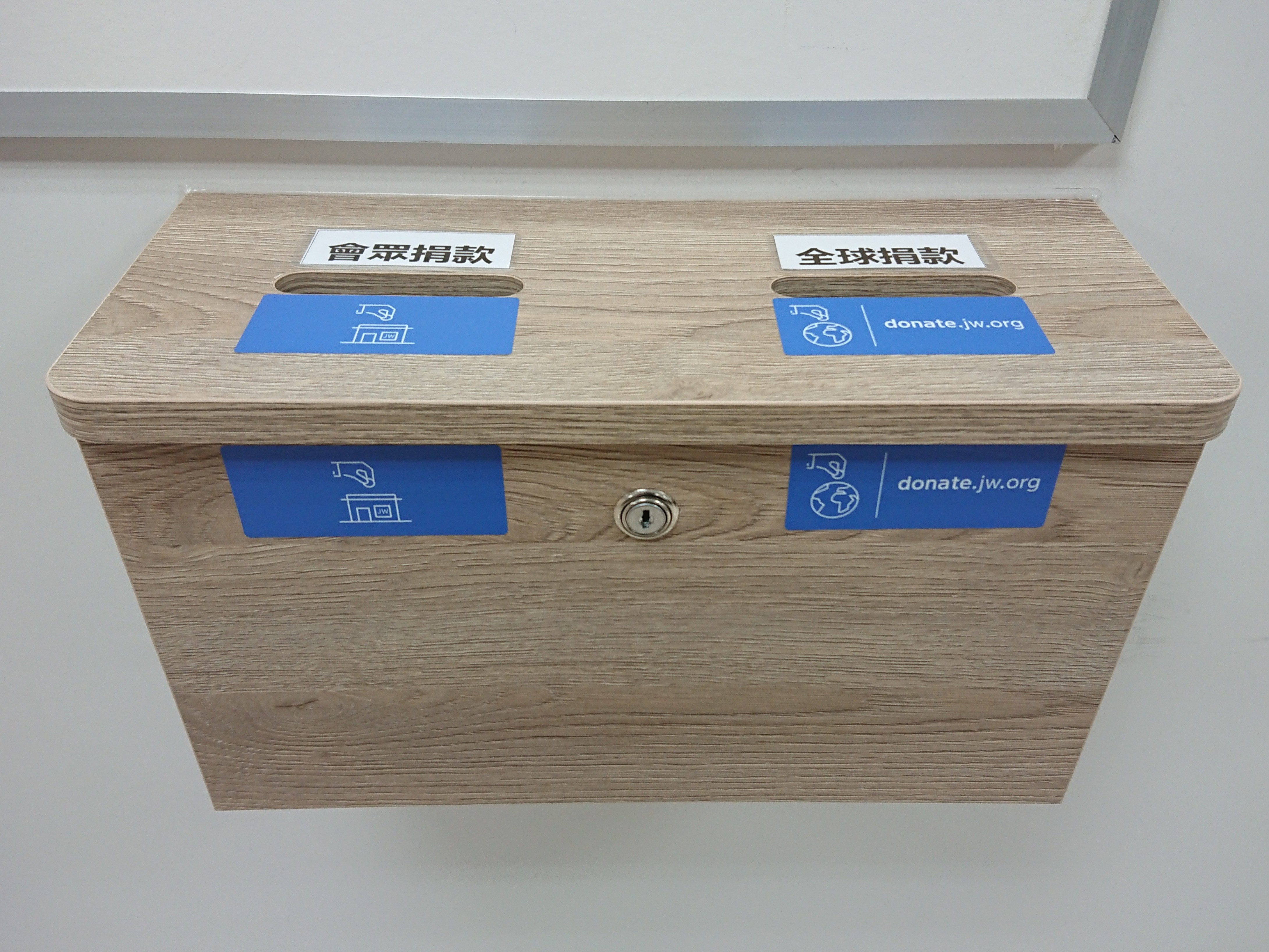
Skrzynka na dobrowolne datki: „na potrzeby zboru” oraz „na ogólnoświatową działalność”

Finansowanie budowy Sal Królestwa pochodzi z dobrowolnych datków, między innymi wrzucanych do skrzynki na „dobrowolne datki na potrzeby zboru” umieszczonej w stałym miejscu w Sali Królestwa. Datki te są przekazywane co miesiąc do ogólnoświatowej puli, umożliwiającej budowę Sal Królestwa, Sal Zgromadzeń i innych obiektów, tam gdzie są one potrzebne.
Sale Królestwa w Polsce w chwili rozpoczęcia inwestycji są własnością związku wyznaniowego „Świadkowie Jehowy w Polsce”, który finansuje budowę oraz główne wyposażenie. W Polsce działa pięć brygad budowlanych, które planują rocznie wybudować około 20 nowych Sal Królestwa i wykonać około 10 remontów generalnych. W roku 2024 zbory Świadków Jehowy w Polsce korzystały z ponad 660 Sal Królestwa. Tylko w latach 2015–2019 wybudowano 75 nowych obiektów tego rodzaju.

## Statystyki
W 2000 około 52% zborów Świadków Jehowy na całym świecie urządzało zebrania religijne w 28 976 odpowiednio do tego celu przystosowanych Salach Królestwa. W tamtym czasie potrzeba było ich ponad 27 000. Dzięki podjęciu wzmożonych działań budowlanych, 1 września 2014 liczba Sal Królestwa wzrosła do 64 501 obiektów, z czego 57 051 z nich spełniało warunki odpowiednie dla potrzeb zebrań religijnych tej społeczności, co oznaczało, że właściwe miejsca wielbienia posiadało około 80% głosicieli. W dalszym ciągu liczba potrzebnych obiektów wynosiła w roku 2014 14 006, w 2017 roku około 10 000, a w 2020 roku – 7218. Ponadto by zaspokoić potrzeby związane ze wzrostem liczby członków wyznania potrzeba co roku wybudować średnio 1187 nowych Sal Królestwa.

### Liczba istniejących oraz potrzebnych Sal Królestwa
Wartości opisów podane na wykresie:
- liczba odpowiednich Sal Królestwa (odcień ciemniejszy)
- liczba potrzebnych Sal Królestwa (odcień jaśniejszy)

## Sala Królestwa w sztuce
- Van Morrison w dzieciństwie uczęszczał ze swoją matką Violet na zebrania do sali Królestwa, dlatego też jeden z jego utworów z 1978 na płycie Wavelength nosi tytuł Kingdom Hall („Sala Królestwa”)[59].